# Kortgene
Kortgene es una localidad del municipio de Noord-Beveland, en la provincia de Zelanda (Países Bajos).
En 1431 obtuvo privilegios de ciudad. Durante los siguientes siglos comprendió los pueblos de Colijnsplaat y Kats. En 1995 se integró en Noord-Beveland.